# 基思数
数学中，基思数（英語：Keith number，也叫repfigit数）是一个用特定起始项的线性递推关系数列來定義的整数，以美國數學家邁克·基思命名。假定一个在{\displaystyle b}进位制的{\displaystyle n}位数
{\displaystyle N=\sum _{i=0}^{n-1}b^{i}{d_{i}},}
而序列 {\displaystyle S_{N}}以 {\displaystyle d_{n-1},d_{n-2},\ldots ,d_{1},d_{0}} 为初始项开始，每一项都由前面{\displaystyle n}项和产生，如果N出现在序列{\displaystyle S_{N}}中，那么N就是基思数。
例如用197，按照上面的方法建立一个序列：1，9，7，17，33，57，107，197， ....，因此197為基思数。
在十进制，首几个基思数是：14, 19, 28, 47, 61, 75, 197, 742, 1104, 1537, 2208, 2580, 3684, 4788, 7385, 7647, 7909（OEIS數列A007629）
是否存在无穷多个基思数仍然是个有待论证的问题，{\displaystyle 10^{19}}以下的基思数只有71个，比素数还稀有。